# (21117) Tashimaseizo
(21117) Tashimaseizo est un astéroïde de la ceinture principale.

## Description
(21117) Tashimaseizo est un astéroïde de la ceinture principale. Il fut découvert le 30 septembre 1992 à Kitami par Kin Endate et Kazuro Watanabe. Il présente une orbite caractérisée par un demi-grand axe de 2,28 UA, une excentricité de 0,09 et une inclinaison de 3,6° par rapport à l'écliptique.